# Apogon fleurieu
Apogon fleurieu es una especie de pez de la familia de los apogónidos en el orden de los perciformes.

## Morfología
Los machos pueden alcanzar 12,5 cm de longitud total.

## Distribución geográfica
Se encuentran en el mar Rojo, golfo Pérsico, golfo de Omán, África Oriental, las Seychelles, India, Sri Lanka, Malasia, Indonesia y Hong Kong.